# ییرژی موخا
ییرژی موخا (چکی: Jiří Mucha; ۱۲ مارس ۱۹۱۵ – ۵ آوریل ۱۹۹۱) روزنامه نگار،نویسنده رمان های زندگی نامه ای و فیلمنامه نویس اهل کشور چکسلواکی بود. پدرش آلفونس موخا هنرمند نقاش بود.